# Karl Hoffman
Karl Heinrich Hoffmann Malpica (Caracas, 13 de enero de 1965) es un actor venezolano de cine, teatro, doblaje y televisión.

## Biografía
Cursó estudios de Ingeniería Aeronáutica, comenzó en la Universidad Simón Bolívar de La Guaira y finalizó dichos estudios y se graduó en la Escuela de Arte Escénico Juana Sujo.
Empezó a hacer teatro en el Grupo Dimer de Rolando Chirinos y con Carmelo Castro en el Grupo Thalía. Comenzó su participación en las telenovelas en 1987 con Roberta de RCTV, desde entonces ha tenido apariciones en otras novelas, películas, obras de teatro y programas de televisión.
En 2008 fundó la academia CICA de Hoffmann, destinada a quienes deseen incursionar en la actuación y el arte.
Es CEO de su nueva marca "ISA" (INTERNATIONAL SPEAKER ACADEMY) centro de formación para speakers y conferencistas. De la misma manera posee CICA RADIO una radio ONLINE que brinda oportunidades para tener espacios en donde expresarse libremente es la bandera. 
Ha realizado estudios de modelaje profesional, arte dramático, locución, dirección y producción teatral, formación para actores de televisión, entre otros.
En el 2001 recibió el premio Pantalla de oro como primer actor, gracias a sus participaciones en RCTV.
También ha participado como locutor radial, en 1984 en el programa Magazine semanal de Radio libertador y en 2003 en el ciclo de radio novelas en Mágica y rumbos donde se mantuvo hasta 2005. Ha participado en varias de obras de teatro gracias a las cuales ha ganado varios premios.
En 2014 fue temporalmente Profesor de Oratoria para la Organización Miss Venezuela, en sustitución de José Rafael Briceño tras su renuncia.
Está casado y tiene dos hijas gemelas, Michelle y Nicole.

## Filmografía

### Cine
| Año  | Película              | Papel | Notas            |
| ---- | --------------------- | ----- | ---------------- |
| 1985 | Ratón de ferretería   |       |                  |
| 1986 | La otra ilusión       |       | Papel secundario |
| 1987 | Joseph Conrad         |       | Papel secundario |
| 1989 | Un sueño en el abismo |       | Protagonista     |
| 1990 | Fin de round          |       | Protagonista     |
| 1994 | Disparen a matar      |       | Papel secundario |
| 1998 | Amaneció de golpe     |       | Protagonista     |
| 1998 | 100 años de perdón    |       | Papel secundario |
| 1999 | Juegos bajo la Luna   |       | Papel secundario |
| 2000 | Brenda busca empleo   |       | Protagonista     |
| 2009 | Istoria sin h         |       | Protagonista     |

### Televisión
| Año       | Telenovela/Serie        | Papel                         | Notas                                          |
| --------- | ----------------------- | ----------------------------- | ---------------------------------------------- |
| 1987      | Roberta                 |                               | RCTV                                           |
| 1987      | Selva María             |                               | RCTV                                           |
| 1987      | Amanda Sabater          | Padre Gilberto Capellán       | RCTV                                           |
| 1988      | Romeo y Julieta         |                               | Telefilme                                      |
| 1988      | El dueño                |                               | RCTV                                           |
| 1988      | Señora                  | Eduardo De Dios Sucre Montoya | RCTV                                           |
| 1988      | Abigaíl                 |                               | RCTV                                           |
| 1989      | Alma mía                |                               | RCTV                                           |
| 1989      | La décima víctima       |                               | Telefilme                                      |
| 1990      | El venerable            |                               | RCTV                                           |
| 1990      | De mujeres              | Tulio Velasco                 | RCTV                                           |
| 1993      | Dulce ilusión           | Comandante César Guaramato    | RCTV                                           |
| 1993      | Revelaciones mortales   |                               | RCTV                                           |
| 1993      | Mi día de suerte        | Unitario                      | RCTV                                           |
| 1994      | De oro puro             | Raúl Brekenheimer             | RCTV                                           |
| 1994      | El último chance        |                               | Telefilme                                      |
| 1994      | Imaginación Mortal      |                               | Telefilme                                      |
| 1994      | Por estas calles        | Dr. Samuel Chapiro            | RCTV                                           |
| 1998      | Enamorado de ti         |                               | Venevisión Internacional                       |
| 1998      | Tragedia en el Barrio   |                               | Telefilme                                      |
| 1998      | La mujer de mi vida     |                               | Fonovideo Productions Venevisión Internacional |
| 1999      | Calypso                 | Jacinto Lara                  | Productora Opayoma Venevisión Internacional    |
| 1999      | Toda mujer              | Dr. Asdrúbal Carpio           | Venevisión                                     |
| 2000      | Emilio.combo            | Junto a Emilio Lovera         | RCTV                                           |
| 2001      | Carissima               |                               | RCTV                                           |
| 2001      | La niña de mis ojos     |                               | RCTV                                           |
| 2002      | La mujer de Judas       | Ernesto Sinclair              | RCTV                                           |
| 2003      | Engañada                | Alfonso Malavé                | Venevisión                                     |
| 2004      | Amor del bueno          | Javier Lezama                 | Iguana Producciones Venevisión Internacional   |
| 2005      | Silvia Rivas Divorciada |                               | Telefilme                                      |
| 2006      | Los Querendones         | Armando                       | Venevisión                                     |
| 2007      | Camaleona               | Reynaldo Luzardo              | RCTV                                           |
| 2009-2010 | Un esposo para Estela   | Mario Alberti                 | Venevisión                                     |
| 2015      | A puro corazón          | Reinaldo Aristiguieta         | Laura Visconti Producciones Televen            |
| 2015      | Escándalos              | Antonio "Toni" Méndez         | VIP 2000 e Ideas Estudios Televen              |

## Premios obtenidos
| Año  | Organización                                                  | Premio                                             | Resultado |
| ---- | ------------------------------------------------------------- | -------------------------------------------------- | --------- |
| 1985 | Escuela de arte escénico Juana Sujo                           | Mejor investigación teatral                        | Ganador   |
| 1986 | Asociación Venezolana de profesionales del teatro (Averprote) | Mejor investigación teatral                        | Ganador   |
| 1991 | Municipal de teatro                                           | Mejor actor de reparto                             | Ganador   |
| 1991 | Premio Marco Antonio Ettegui                                  | Mejor actor teatral                                | Ganador   |
| 1992 | Municipal de cine                                             | Mejor actor de cine                                | Ganador   |
| 2002 | Premio Pantalla de oro                                        | Primer actor por su aparición en La mujer de Judas | Ganador   |